# Kostanjev rak
Patogena gliva Cryphonectria parasitica (prej Endothia parasitica) je član Ascomycota (zaprtotrosnice) botanične razvrstitve in je glavni vzrok za kostanjev rak, uničujoče bolezni ameriškega kostanja (Castanea dentata), ki je v začetku leta 1900 povzročil hitro in obsežno umiranje tega včasih izdatnega drevesa iz svojega zgodovinskega območja na vzhodu ZDA.

## Pregled
Kostanjev rak je bil uvožen, čisto po naključju v Severno Ameriko okoli leta 1900, verjetno na uvoženem japonskem kostanju. Leta 1905 je ameriški mikolog William Murrill izoliral glivo  odgovorno za to bolezen  (katero je poimenoval Diaporthe parasitica) in je na podlagi vnosa te glive v zdrave rastline dokazal, da res povzroča to bolezen. Do leta 1940 je ta bolezen uničila večino odraslega ameriškega kostanja.
Okužba ameriškega kostanja s C. parasitica se je istočasno pojavila v številnih mestih na vzhodni obali, najverjetneje iz Castanea crenata ali japonskega kostanja, ki je postal zelo priljubljen uvoz. Japonski in nekateri kitajski kostanji imajo kar nekaj odpornosti proti okužbi z  C. parasitica, zato ta okužba ni uničila azijskih vrst kostanja. V 40 letih je bilo uničenih skoraj štiri milijarde dreves ameriških kostanjev v Severni Ameriki – le nekaj drevja je ostalo v Kaliforniji, Michiganu, Wisconsinu in na pacifiškem severozahodu. Zaradi bolezni je les ameriškega kostanja skoraj izginil s trga cela desetletja, čeprav ga je še vedno mogoče dobiti kot predelan les.
Ocenjuje se, da je bilo na nekaterih predelih, kot je npr. gorovje Apalači vsako četrto drevo ameriški kostanj. Zrela, odrasla drevesa po navadi zrastejo ravno in brez vej 15 metrov in lahko zrastejo tudi do 30 metrov visoko, s premerom debla 4 metre le nekaj metrov nad tlemi. V treh stoletjih so bili izdelani številni hlevi in hiše iz ameriškega kostanja, v bližini gorovja Apalači.
Korenine in koreninski sistem kostanja imajo nekaj odpornosti proti tej glivični okužbi, zato veliko število majhnih ameriških kostanjev še vedno obstaja kot poganjki, ki rastejo iz obstoječih baz korenin. Vendar pa ti poganjki redko dosežejo spolno zrelost preden jih uničijo glive. Preživijo samo kot živi štori in samo nekaj jih zraste dovolj velikih, da proizvedejo semena. Teh semen je ravno dovolj za ohranitev genskega materiala, potrebnega za proizvodnjo ameriškega kostanja s pomočjo genov iz katere koli od odpornih azijskih vrst in s tem se prenese odpornost na to bolezen na ameriški kostanj. Prizadevanja so se začela leta 1930 in še vedno potekajo v Massachusettsu in mnogih drugih mestih v ZDA, da bi ponovno zasadili državo s temi drevesi. 
Ameriški Chinquapin (Chinkapin) kostanji so tudi zelo občutljivi na kostanjev rak. Tudi evropski kostanj in zahodno- azijske vrste so prav tako občutljive, vendar pa ne tako kot ameriške. Ameriška kostanjeva fondacija vzreja preživele kostanje za odpornost na to bolezen in si prizadeva ponovno uvesti bolezensko odporen ameriški kostanj na prvotna območja gozdov v prvih desetletjih 21. stoletja. Bolezensko odporne vrste, zlasti japonski kostanj in kitajski kostanj, kakor tudi kostanja Seguin in Henry, so bile uporabljene pri teh programih vzreje v ZDA, da bi ustvarili bolezensko odporen hibrid z ameriškim kostanjem. 
Gliva se širi preko vetra in na krajši razdalji tudi z dežjem. Domet okužbe je lokalen, tako, da lahko nekateri izolirani ameriški kostanji preživijo, če ni drugega drevesa v območju 10 km. Prav tako obstajata vsaj dva virusna patogena, ki oslabita glive s pomočjo mehanizma, imenovanega hipovirulenca, ki pomaga da drevesa preživijo.
Nathan Klaus iz Oddelka naravnih virov v Georgiji je našel manjše število preživelih ameriških kostanjev v F.D. Roosevelt parku v bližini Warm Springsa, Georgia 22. aprila 2006.

## Simptomi
Gliva vstopa skozi rane in raste v in pod lubjem ter na koncu uniči kambij vsake vejice, veje ali debla. Prvi simptom okužbe C. parasitica je majhno oranžno-rjavo območje na drevesnem lubju. Okužba se potem širi v notranjost drevesa. Ko se hife širijo proizvajajo več strupenih sestavin, od katerih je najbolj opazna oksalna kislina. Ta kislina zniža pH okuženega tkiva iz normalnega 5,5 na približno 2,8, kar pa je strupeno za rastlinske celice. Rak na koncu obda celo drevo in uniči vse kar je nad njim. V mokrem vremenu lahko vidimo poganjati značilne rumene poganjke (cirrhi) konidijev.

## Ukrepi
Drevesa, okužena z virulentno obliko kostanjevega raka posekamo. Hlodovino nemudoma odstranimo iz gozda, lubje, vejevje in sečne ostanke skurimo ali zakopljemo.
Drevesa okužena s hipovirulentno obliko kostanjevega raka, pustimo v nasadu, pospešujemo njihovo rast, saj tako širimo hipoviruletno obliko bolezni, ki povzroči spremembo virulentne oblike v manj patogeno obliko (rakave rane se začno zaraščati).